# Стой! Или моя мама будет стрелять
«Стой! Или моя мама будет стрелять» (англ. Stop! Or My Mom Will Shoot) — семейная кинокомедия с элементами боевика и детектива, снятая режиссёром Роджером Споттисвудом в 1992 году.

## Сюжет
Cержант полиции Лос-Анджелеса Джо Бомовски — звезда своего департамента. Он и его партнёр Тони подавляют местную преступность в корне и не дают ей процветать. К тому же у неисправимого «ловеласа» — роман с его начальницей, лейтенантом полиции Гвен Харпер, настаивающей на укреплении их отношений. Но убеждённый холостяк Джо наслаждается своей жизнью и не торопится в ней что-то менять.
Однажды к нему в гости приезжает его мама Тутти. Активная старушка сразу же переворачивает личную жизнь сына вверх дном, занявшись его «перевоспитанием» и вмешиваясь во все его дела. Уже на следующий день неугомонная Тутти становится свидетельницей убийства и требует... чтобы сын позволил ей участвовать в расследовании! Он и Тони выходят на след торговцев незаконным оружием со сгоревшего склада, которое было частью страховой аферы — организованной банкиром по имени Парнелл — и должно было быть конфисковано его людьми, потому что серийные номера на нём могли его скомпрометировать.
Тутти знакомится с боссом Джо — и его любовницей — Гвен и узнаёт, что та и её сын недавно повздорили. Теперь она предпринимает всё, чтобы наладить их отношения. Джо злится на неё из-за проявления такой инициативы и подталкивает мать лететь домой. Когда он находит её прощальную записку, то  понимает, что слишком остро отреагировал. Он спешит в аэропорт и уговаривает её остаться ещё немного. При их возвращении домой выживший торговец незаконным оружием сообщает Джо, что на полевом аэродроме Брунсвик готовится оружие для транспортировки в Мексику. Джо выслеживает преступников и запрашивает подкрепление у местного шерифа.
Однако Тутти следует за ним без его ведома и становится их заложницей. Рискуя всем, чтобы спасти маму, Джо останавливает взлёт самолета в последний момент и, после продолжительного рукопашного боя, задерживает преступников. Перед прибытием полиции сбежавший Парнелл угрожает им обоим пистолетом и хочет застрелить Джо. Тутти достает из сумочки магнум 44-го калибра и стреляет из него в Парнелла.

## В ролях
- Сильвестр Сталлоне — Джо Бомовски
- Эстель Гетти — Тутти Бомовски
- Джо Бет Уильямс — Гвен Харпер
- Джон Уэсли — Тони
- Роджер Рис — Парнелл
- Дж. Кеннет Кэмпбелл — Росс
- Мартин Ферреро[англ.] — Поули
- Винг Рэймс — Мистер Стерео
- Ричард Шифф — Продавец оружия

## Производство
Сильвестр Сталлоне подписал контракт на фильм, сценарий которого был написан для Арнольда Шварценеггера, в тот момент актёры соперничали друг с другом. В октябре 2017 года, Шварценеггер подтвердил, что, зная плохой сценарий фильма, выразил заинтересованность в проекте и привлёк интерес Сталлоне к роли.

## Критика
На агрегаторе-оценок Rotten Tomatoes фильм имеет 14 процентов «свежести» на основе 29 рецензий. Консенсус сайта гласит «Совершенно глупо и не смешно, „Стой! Или моя мама будет стрелять“ представляет актёрам мало возможностей — в результате они не играют».
Рита Кемпли из The Washington Post назвала фильм «твой худший кошмар», но отметила, что «сюжет намного лучше подходит Сталлоне, чем его прошлые ужасные роли — „Горный хрусталь“ и „Оскар“».

## Награды
- Кинопремия «Золотая малина» 1992 года — «Худший актёр» (Сильвестр Сталлоне), «Худшая женская роль второго плана» (Эстель Гетти) и «Худший сценарий» (Блейк Снайдер, Уильям Осборн).